# 第137独立海兵大隊 (ウクライナ海兵隊)
第137独立海兵大隊（だい137どくりつかいへいだいたい、ウクライナ語: 137-й окремий батальйон морської піхоти）は、ウクライナ海兵隊の大隊。第35独立海兵旅団隷下。

## 概要

### ドンバス戦争

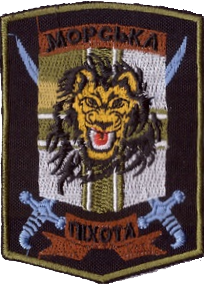
第137独立海軍歩兵大隊

2015年9月7日、ドンバス戦争の影響に伴い、ウクライナ海軍の海軍歩兵部隊として、オデッサ州オデッサで創設された。
2016年3月31日、新編されたオデッサ州駐屯の第32ロケット砲兵連隊隷下に配属された。
2017年8月24日、ペトロ・ポロシェンコ大統領から、軍旗を授与された。
2018年5月24日、新編されたオデッサ州駐屯の第35独立海軍歩兵旅団隷下に転属した。

### ロシアのウクライナ侵攻
2022年2月24日から、ロシアのウクライナ侵攻では、南部ヘルソン州ヘニチェスクに配備され、ロシア連邦軍の進軍を遅延させるためクリミア半島と繋がる橋を爆破したが、同日にヘニチェスクは陥落した。

#### 南部ムィコラーイウの戦い
2022年3月、南部ムィコラーイウ州ムィコラーイウに配備され、4月にロシア連邦軍はムィコラーイウから撤退した。

#### ウクライナの南部反攻
2022年10月、南部ヘルソン州の前線に配置され、11月中旬にロシア連邦軍はヘルソンから撤退した。

#### 東部ヴフレダールの戦い
2023年2月、東部ドネツィク州ヴォルノヴァーハ地区ヴフレダールに配備された。
2023年5月23日、ウクライナ海軍からの独立に伴い、創設されたウクライナ海兵隊に編入された。

#### 2023年ウクライナの反転攻勢
2023年6月、東部ドネツィク州ヴォルノヴァーハ地区ヴェリカ・ノヴォシルカで攻勢を開始し、マカリウカを解放した。
2025年3月、ヘルソン州クリンキにて橋頭堡の守備を行っている事がオレクサンドル・プロクディン軍政長官より公表された。

## 編制
- 大隊本部（ダチョネ）
- 第1中隊
- 第2中隊
- 空中強襲中隊
- 迫撃砲中隊
- 対戦車小隊
- 対空ミサイル小隊
- 工兵小隊
- 偵察小隊
- 後方支援隊